# Стартовый состав (футбол)

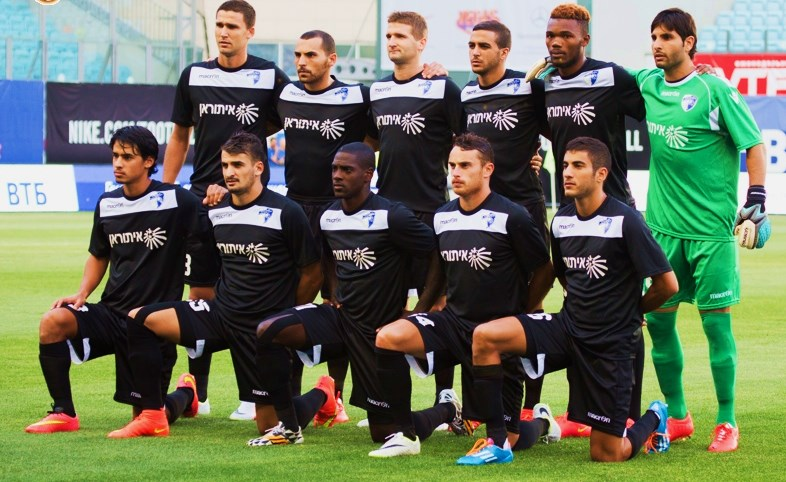
Стартовый состав израильской команды «Хапоэль Ирони» из Кирьят-Шмоны

Стартовый состав в футболе (англ. First eleven) — состав команды из одиннадцати футболистов, которые начинают футбольный матч с самых первых минут. 
В стартовый состав попадают те игроки с разными амплуа (обязательно наличие вратаря), расстановка которых, как правило, соответствует выбранной на матч тактике команды.
Стартовый состав не следует путать с заявкой на матч, куда входят другие игроки, которые могут выйти на замену. Как правило, размер заявки на матч зависит от турнира, и туда могут входить около 20 человек. В заявки на матчи чемпионатов мира и Европы (как и на весь турнир) включаются всегда 23 человека (из них 3 вратаря).
Стартовые составы объявляют за 30 минут до начала футбольного матча.